# 馬爾谷·烏埃勒
馬爾谷·韋萊，P.S.S.（英語：Society of the Priests of Saint Sulpice；1944年6月8日—）是加拿大籍天主教樞機、聖蘇比許司鐸會會士，曾任聖座主教部部長和宗座拉丁美洲委員會主席。從2002年到2010年期間，他曾擔任魁北克總教區總主教和加拿大首席主教。教宗若望保祿二世於2003年將他擢升為樞機。教宗本篤十六世於2013年退位後，他一度被視為其中一個有較大機會接任教宗的人選。他能說法語、英語、德語、意大利語、葡萄牙語和西班牙語。

## 早年生活及司鐸時期
韋萊於1944年6月8日在一個位於加拿大魁北克省拉莫特的家庭出生。他在家中8名兄弟姐妹中排行第三，父親皮埃爾·韋萊（Pierre Ouellet）是一名校長。他在17歲的時候曾因打曲棍球而令他的腿受傷；在這時，他閲讀了聖女小德蘭的故事而開始思考故事的深層意義。1964年，他在拉瓦爾大學獲得教育學士學位。從1964年開始，他進入修院修讀神學至1968年為止。同年，蒙特利尔大學向他頒發神學碩士學位。同年5月25日，他在埃默斯教區晉鐸並在金谷市的聖索沃爾堂區擔任助理主任司鐸一職。1970年，他卸下助理主任司鐸的職務並在同年末轉到哥倫比亞的波哥大大修院教授哲學。他在1972年加入聖蘇比許司鐸會。兩年後，他在宗座聖多瑪斯·亞奎那大學獲得哲學碩士並在1983年在宗座額我略大學獲得信理神學博士學位。他曾任3所修道院的院長，亦曾是聖職部和聖蘇比許司鐸會總部議會的參議員。1996年，他成為宗座拉特朗大學若望保祿二世婚姻及家庭研究院信理神學教授。

## 主教及總主教時期
韋萊於2001年3月3日獲委任為宗座基督徒合一促進理事會秘書長及阿格羅波利領銜教區領銜主教。16日後，教宗若望·保祿二世於聖伯多祿大殿將他祝聖為主教。這場晉牧禮由教宗主禮，時任聖座國務卿安傑洛·索達諾和主教部部長若翰·雷兩位樞機襄禮。韋萊於同年6月12日獲委任為信理部的參議員。翌年11月15日，他獲任命為魁北克總教區總主教，接替退休的瑪利斯·庫特尤厄。他於2003年1月26日就職，若望保祿二世於6月29日在聖伯多祿大殿向他授予披帶。

## 樞機時期

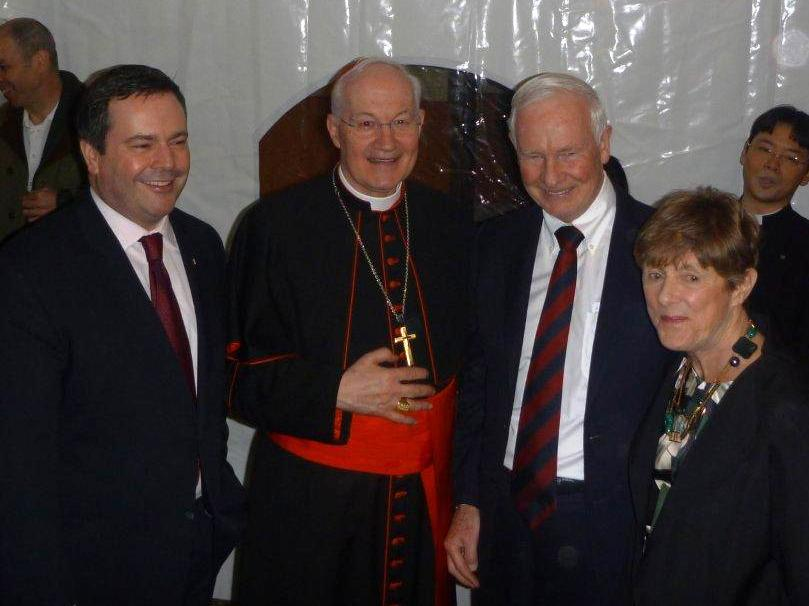
韋萊、大衛·勞埃德·約翰斯頓和賈森·康尼在教宗方濟各就職禮舉行前一晚的合照

教宗若望保祿二世於2003年10月21日的樞密會議上將韋萊擢升為司鐸級樞機，韋萊同時接替吉拉·艾米特·卡特而領過橋聖母堂區司鐸銜。韋萊有參與2005年教宗選舉秘密會議，並被視作為其中一個有較大機會繼任教宗的人。該次選舉秘密會議最終選出本篤十六世。根據小約翰·L·亞倫同年在《國家天主教記者報》的報導，「曾與韋萊共事的人形容他是一個友善、謙遜、做事靈活和聰明的人」。兩年後，他加入聖座組織與經濟問題研究樞機小組（Consiglio di Cardinali per lo studio dei problemi organizzativi ed economici della Santa Sede）。2008年，身為魁北克總教區總主教的他在該總教區主持了第49屆聖體大會。同年10月，他擔任世界主教會議第12屆常務會議的總發言人。
本篤十六世於2010年6月30日任命韋萊為主教部部長及宗座拉丁美洲委員會主席，接替退休的若翰·雷樞機。2011年1月5日，他獲委任為宗座新福音推廣理事會的首批成員。24日後，他成為聖座國務院（外交事務處）的成員。教宗於4月6日委任他為宗座法典條文解釋理事會成員。同年6月，他公開談及在將來當選教宗的可能性。他表示如果他當選教宗的話，那將會是「一場噩夢」。此外，他認為「沒人會願意做教宗」，並覺得「教宗的壓力和肩負的責任都大」。他於翌年3月7日獲教宗委任為東方教會部的成員。韋萊自2010年起在羅馬居住。身為主教部部長，他需要在每周就主教任命等事項跟教宗會面一次。
此外，他亦有參與2013年教宗選舉秘密會議。《二十四小時太陽報》的報導指出韋萊和伯格里奧（即教宗方濟各）在首3輪投票中得票「非常接近」。有意大利媒體相信他為了讓選舉盡快完結而要求他的支持者不要支持他，令伯格里奧當選教宗；不過韋萊因為「已發誓要將選舉秘密會議期間發生的事保密」而不肯談論這個話題。同年12月中，教宗方濟各確認他可繼續擔任主教部部長。
他於2014年2月19日獲續任東方教會部成員5年。方濟各於3月末任命他為獻身生活及使徒團體部成員，並於6月9日宣布讓他繼續擔任聖職部的成員。此外，他現時亦是公教教育部、信理部、宗座文化理事會和宗座國際聖體大會委員會的成員。根據若望保祿二世1988年發出的《善牧》，國務院、聖部和理事會成員的每一任期為5年。
方濟各於2018年6月28日將韋萊升為主教級樞機，韋萊繼續以過橋聖母堂區作領銜之用，他不會因為沒有領羅馬城郊教區主教銜而跟其他主教級樞機有差別。

## 牧徽

馬爾谷·韋萊的樞機牧徽

牧徽盾牌上底色為天藍色，裡面有一個3個銀色山峰的山，山上有一個金色十字架。十字架和山的右邊和左邊分別有一個金色和一個銀色的的百合花飾。韋萊將盾牌的背景色定為天藍色是因為他希望牧徽可以代表他的出生地，百合花飾則代表魁北克，而山上的十字架是描述蒙特利尔的創始人在山上放置十字架的動作。牧徽上的格言意為「願眾人都合而為一」，出自《若望福音》第十七章第21節。此外，教宗若望保祿二世跟韋萊的格言有關。若望保祿二世發表的《願眾人都合而為一》跟這句格言一樣，這份通諭提及了韋萊曾經出任秘書長的宗座基督徒合一促進理事會。

## 看法

### 神學
《國家郵報》的報導中指韋萊一旦當選教宗的話將會「延續教宗本篤十六世的信理神學思想」。英國的《寫字板》亦指韋萊的神學思想與期刊《共融》的創辦人若瑟·拉辛格（後來的本篤十六世）、漢斯·烏爾斯·馮·巴爾塔薩和亨利·德·呂巴克所提倡的一致。

### 《聖經》相對主義
2011年2月，韋萊在馬德里表示「教會內外因為《聖經》相對主義而進入危機，這種主義主張拒認天主聖言的價值」。他亦指出「歐洲文化的根基正被動搖，並指有些人以國家利益為由強行修改法律，從而試圖貶低基督宗教在歐洲起源的重要性」。此外，他提到「有世俗主義者主張將《聖經》相對化，令《聖經》變為多元宗教主義的一部分及成為『文化規範的參考』而失去作用」。

### 就第二次梵蒂岡大公會議的解讀
他認為很多天主教徒將梵蒂岡第二屆大公會議的訓導看得太開明，導致自己跟天主教的信仰脫節，韋萊表示相對主義令神職人員減少、令曾接受正當宗教教育的人數下降及令左翼政治冒起，並認為舉行大公會議不是要得出這些結果。

### 教會受到迫害
魁北克省於2008年9月推出學生必讀的道德與宗教文化課程，課程內容圍繞6至7種宗教。韋萊於一個月後譴責這個課程為「一個過激的入門課程」，並指「沒有歐洲國家曾嘗試過這樣做」。翌年，他表示天主教會因為在魁北克省傳播天主教思想，而在該省正受到迫害。他認為「新生代的宗教教育並不足夠」，亦指魁北克省政府新批准的道德與宗教文化課程裡並沒有談及天主教信條。另外，他認為「除了省政府批准的課程外，亦應該設立一個專門談及《聖經》文化的課程，讓人們可以有選擇」。

### 公開道歉
韋萊於2007年11月21日在魁北克的法語報章中刊登一封公開道歉信，他在信中為魁北克天主教會於1960年之前犯下的事情道歉，這些事情包括「神父進行性侵犯行為」、「贊同反猶太主義（和）種族主義」、「歧視女性和同性戀者」及「漠視第一民族」。他在布沙爾-泰勒委員會上發言後選擇公開道歉以回應公眾；另外，他亦承認教宗若望保祿二世一封於2000年3月發出、內容相似的信件激發他寫了這封公開道歉信。

### 墮胎
韋萊於2010年5月在加拿大國會山莊舉行的反墮胎集會上表示因姦成孕者不能墮胎。他認為「墮胎就好像謀殺一樣嚴重」，都是「道德罪行」，並指「即使因姦成孕的人都不能墮胎」。他所屬總教區的發言人之後表示韋萊的言論只是「純粹表達《天主教教理》的內容」。韋萊亦認同史蒂芬·哈珀政府不應該支持這些有意進行墮胎的國家，然而哈珀政府表示韋萊的言論與政府無關。同月26日，韋萊沒有改變有關「即使因姦成孕者都不能墮胎」的看法及指「如果他的言論令有意墮胎的女性受到傷害」，他感到抱歉。除此之外，他敦促加拿大政府協助懷孕的女性保住胎兒並希望政府「可資助這些提供保留胎兒服務的診所」，令「這些診所與正受政府資助的墮胎診所都能得到平等對待」。他表示「如果加拿大政府不願意資助發展中國家為人進行墮胎和不願意協助這些已決定保住胎兒的女性，那麼政府的説法是自相矛盾」。另外，他認為「如果這樣做的話，加拿大在這個議題上會有很大進步」。

### 同性戀
韋萊在加拿大參議院作證期間促請參議員就同性婚姻合法化議案投反對票，指同性婚姻是「假結婚和虛構的」。此外，他認為同性婚姻是「一場人類學和道德危機」，並表示不知道同性婚姻「對人類有何價值」。

### 揀選主教
作為主教部部長，他需要向教宗提議新主教的人選。韋萊在任期間，越來越多身為神學家和維護天主教信仰的神職人員獲任命為主教，這些主教包括安傑洛·斯科拉、類思·安多尼·塔格萊、嘉祿·J·查普特和嘉祿·莫雷羅德等等。他於2012年的時候認為「（天主教會）在世俗社會背景下的新主教要遵守教宗和教會的神學訓導、懂得如何處理行政工作及懂得傳播《福音書》」；另外，他指新主教「需要有能力闡述天主教信仰並在有需要的時候知道如何捍衛它」。韋萊亦警告「那些計劃以非正當途徑而升遷的神父和主教最好不要升遷」。

### 兒童性虐待
經過2018年的狄鐸·麥卡里克事件和於同年發表的賓夕凡尼亞州天主教神父性虐待調查報告之後，韋萊於波茲南回應記者提問的時候認為女性在教導神父們如何對付兒童性虐待問題上應該有更大角色並指教會需要更多女性參與教導。

### 維加諾的指控
嘉祿·瑪利亞·維加諾總主教指控教宗方濟各讓狄鐸·麥卡里克擔任天主教會內的職務，他認為方濟各不再適合出任教宗。此外，他同時提議韋萊要看清楚麥卡里克事件的來龍去脈。韋萊後來認為維加諾的指控並不正確。

## 涉嫌性侵犯
2022年8月8日星期二，一场集体诉讼指控红衣主教馬爾谷·烏埃勒袭击了一名未透露姓名的女子，该女子指控这位知名神职人员在2008年的鸡尾酒会上亲吻她，还把手从她的背上滑下来并抚摸她的屁股。
尽管最近发生的集体诉讼中101名据称的受害者指控他和其他大约88名神职人员性虐待和不当行为，梵蒂冈放弃了对加拿大红衣主教的内部调查，理由是缺乏证据。 梵蒂冈对投的诉处理受到了质疑。

## 外部連結
- YouTube上的馬爾谷·韋萊和鹽與光電視台（Salt + Light Television）的訪問（英文）
- 在Catholic-Hierarchy.org上的Marc Armand Cardinal Ouellet, P.S.S.. 檢索日期於2018-12-29

| 天主教會職銜                             | 天主教會職銜                                                    | 天主教會職銜                                         |
| ---------------------------------------- | --------------------------------------------------------------- | ---------------------------------------------------- |
| 前任者： 瑪利斯·庫特尤厄                 | 加拿大首席主教 魁北克總教區總主教 2002年11月15日至2010年6月30日 | 繼任者： 吉拉·拉克魯瓦                               |
| 前任者： 吉拉·艾米特·卡特                | 過橋聖母堂區領銜司鐸 2003年10月21日至2018年6月28日              | 繼任者： （自己） 為領過橋聖母堂區司鐸銜的主教級樞機 |
| 前任者： 若翰·雷                         | 主教部部長 宗座拉丁美洲委員會主席 2010年6月30日至今             | 現任                                                 |
| 前任者： （自己） 為過橋聖母堂區領銜司鐸 | 領過橋聖母堂區司鐸銜的主教級樞機 2018年6月28日至今              | 現任                                                 |